# Doddihalli, Chik Ballapur
Doddihalli là một làng thuộc tehsil Chik Ballapur, huyện Kolar, bang Karnataka, Ấn Độ.